# وزارة الصناعة والعلوم والموارد (أستراليا)
وزارة الصناعة والعلوم والموارد (بالإنجليزية: Department of Industry, Science and Resources)‏ هي وزارة حكومية أسترالية تأسست في 1 يوليو 2022. كانت تُعرف سابقًا باسم وزارة الصناعة والعلوم والطاقة والموارد. تتضمن مسؤوليات الوزارة التصنيع والتجارة والتكنولوجيا الحيوية وتطوير صناعة تكنولوجيا المعلومات والاتصالات.